# Nederlandsche Overzee Trust Maatschappij

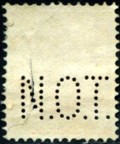
Achterkant van een postzegel met bedrijfsperforatie van de Nederlandsche Overzee Trust Maatschappij.

De Nederlandsche Overzee Trust Maatschappij (NOT) was een Nederlandse handelsmaatschappij die op 24 november 1914 werd opgericht, in verband met de neutraliteitspolitiek van Nederland ten tijde van de Eerste Wereldoorlog.
Het was een naamloze vennootschap, opgezet door Nederlandse kooplieden, reders en bankiers onder leiding van C.J.K. van Aalst. Zij had als taak om tegenover de oorlogvoerende mogendheden te garanderen, dat de aan haar geadresseerde goederen uitsluitend voor binnenlands gebruik waren bestemd.
De aanleiding tot de oprichting was de eis van de Britten dat Nederland voor alle goederen die door Nederlandse schepen vervoerd werden, een miniatuurverbod zou instellen. De Nederlandse regering kon hiermee onmogelijk akkoord gaan, omdat dit door Duitsland terecht beschouwd kon worden als een schending door Nederland van zijn neutraliteit. Daarom richtte men de NOT op, waarmee individuele reders en kooplieden de garantie gaven dat de door hun schepen vervoerde goederen niet naar een vijandige natie zouden worden doorgeleverd. Hoewel dit voor alle belligerenten gold, kreeg in de praktijk de Entente hiermee de garantie dat allerlei goederen die zij als contrabande beschouwde niet naar Duitsland doorgevoerd zouden worden. De Britten kregen dus hun zin zonder dat de Nederlandse regering daar officieel bij betrokken was en Duitsland kon zich tegen deze constructie moeilijk verzetten.
Vanaf maart 1915 ging het zelfs om álle goederen die in Nederlandse havens werden ingevoerd. Omgekeerd berustte de NOT in een vaak goed georganiseerde en omvangrijke smokkelhandel op Duitsland. De NOT was trouwens onmachtig om daar verandering in te brengen, ook al zou ze dat gewild hebben.
Het gevolg van een en ander was wel dat, via het NOT, de Britten nu de Nederlandse overzeese handel onder controle hadden. Dit was een in feite onverdraaglijke zaak, aangezien het land voor graan, veevoer en andere grondstoffen volstrekt afhankelijk was van overzeese aanvoer. Anderzijds was men voor steenkoolaanvoer afhankelijk van Duitsland. Nederland stond echter machteloos en moest zich noodgedwongen bij deze situatie neerleggen.
Een vitaal belang van Nederland werd op deze manier uitbesteed aan een particuliere organisatie, waarin zakenlieden hun eigen belangen goed in de gaten konden houden. De NOT groeide zelfs uit tot een soort van staat binnen de staat, waarin - op haar hoogtepunt in 1917 - ongeveer duizend mensen werkten, terwijl op het departement van Buitenlandse Zaken in die jaren slechts enige tientallen ambtenaren werkzaam waren.